# Musée départemental de la Faïence et des Arts de la table
Faïence de Samadet
Le musée départemental de la Faïence et des Arts de la table est un musée de céramique situé à Samadet, dans le département français des Landes.

## Contexte historique
Le XVIIIe siècle est marqué par une explosion du nombre de manufactures de faïence en France. Trois raisons expliquent cet âge d'or de la faïence :
- à la fin du XVIIe siècle, pour renflouer les caisses de l'État, appauvri par des années de guerre contre des puissances étrangères, Louis XIV promulgue des édits de fonte de vaisselle d'or et d'argent. Les nobles de la cour remplacent alors, comme le roi soleil, leur service de table en métal précieux par de la faïence.
- la mode des armoiries, au début du XVIIIe siècle, incite par ailleurs les nobles à faire réaliser des services en faïence ornés des armoiries familiales.
- enfin, le long essor économique de la France au XVIIIe siècle permet à la bourgeoisie de devenir une clientèle nouvelle pour la faïence[1].

C'est dans ce contexte qu'est fondée la faïencerie de Samadet.

## Histoire de la faïence de Samadet
Vers 1730, l'abbé Charles Maurice du Bouzet de Roquépine, baron de Samadet, en recherche de ressources supplémentaires pour financer son fastueux train de vie, songe à créer une manufacture de faïence malgré l'opposition des habitants de la ville et surtout celle des faïenciers de Bordeaux. Le bois des nombreuses forêts de la baronnie, la qualité de la terre de Samadet, grasse et argileuse, les marnes et le sable fin fourniront la matière première. Un arrêt du Conseil du roi en date du 25 mars 1732 autorise le baron à installer à Samadet un atelier « avec privilège de vente pour vingt ans ». Ainsi est créée la Manufacture royale de fayance. Le monopole, interdisant la création d'une manufacture concurrente à moins de vingt lieues à la ronde, sera reconduit en 1752 et 1782, offrant à la manufacture une prospérité et une renommée remarquables.
La faïencerie connaît un développement rapide et fournit les marchés du Gers et du Béarn. Des magasins ouvrent à Auch, Cahors, La Rochelle, Montauban, Toulouse et des expéditions partent jusqu'aux Antilles. Cette expansion est due au talent d'un certain Le Pâtissier, spécialiste débauché de Bordeaux. Il sait tirer profit des avantages comparatifs du site de Samadet, capable de produire mieux et moins cher que la concurrence, et d'acheminer la marchandise par galupe vers le port de Bayonne pour les expéditions les plus lointaines.
Cet âge d'or sera de courte durée et la manufacture, qui passe dans les mains de plusieurs propriétaires successifs, cesse son activité définitivement en 1840, à peine plus d'un siècle après sa création. Son déclin est déjà amorcé à la veille de la Révolution française, notamment en raison de la concurrence de la production de porcelaine et des faïences anglaises, du coût élevé de la matière première et de la main-d'œuvre hautement qualifiée. Après sa fermeture, le site est reconverti en marché à bestiaux.

## Caractères stylistiques
Pendant son âge d'or, la manufacture connait une production abondante, répartie entre pièces de forme et platerie, se reconnaissant à son émail blanc, épais, remarquable support d'un décor propre à l'Aquitaine. Les décors polychromes allient au mauve du manganèse, le bleu, le jaune et le vert. Le rouge, résultant d'une seconde cuisson au petit feu est utilisé pendant une courte période.
Les sujets les plus représentés sont des motifs floraux (œillets, myosotis), animaux (oiseaux, insectes) ou des scènes de la vie rurale. Les faïences ne sont pas signées et leurs auteurs sont restés anonymes.
Les pièces de faïence de Samadet font aujourd'hui partie de collections publiques ou privées.

## Le musée
Le musée départemental de la faïence et des arts de la table est créé en 1968 par l'association Comité de la Faïencerie qui en a fait don au conseil général des Landes en 1998.
Après une introduction générale retraçant l'évolution historique de la céramique, tous les aspects techniques du façonnage, de la cuisson, de la décoration, sont abordés dans une perspective historique qui conduit le visiteur face aux plus récentes utilisations des céramiques industrielles (aéronautique, mécanique, textile...).
Une maquette recréant la manufacture de Samadet sert d'introduction à la présentation de plus de 200 pièces issues de ses fours au XVIIIe siècle. Parmi les formes et les décors les plus exceptionnels, on s'attardera sur les pichets, les fontaines et un rarissime porte huilier-vinaigrier au cheval cabré. Le musée présente la vaisselle en faïence si prisée, qu'elle soit décorée en camaïeu bleu, en camaïeu vert, de grotesques, de chinois, de décors polychromes avec œillets, tulipes ou papillons, roses et palombes qui différencient entre toutes les productions de Samadet. Quelques faïences appartenant à la collection du musée sont visibles sur le site internet du FRAM Aquitaine. Une présentation comparative de faïences de Bordeaux, de Rouen ou de Martres-Tolosane, de Moustiers, de Lunéville, de Strasbourg permet de mettre en évidence les caractères originaux de Samadet.
Avec une présentation de tables dressées, le concours d’odeurs et d’interviews sonore d’historiens de la table de cuisiniers et de petits films évoquant la cuisine, les produits culinaires ou encore de petites recettes de cuisine, l’exposition permet de suivre l’évolution de la cuisine et des arts de la table du Moyen Âge à nos jours. On y découvre l'apparition du couteau, de la fourchette, de l'assiette ou du verre individuel, mais aussi du service « à la française » et « à la russe ».
La Maison de la céramique contemporaine, créée par la communauté de communes du Tursan, propose expositions et animations pour compléter la présentation des arts du feu.